# Godfrey N. Hounsfield
Sir Godfrey Newbold Hounsfield (28. srpna 1919 – 12. srpna 2004) byl anglický inženýr. Spolu s Allanem McLeod Cormackem získali v roce 1979 Nobelovu cenu za fyziologii a lékařství za podíl na vývoji počítačové tomografie. Je po něm pojmenována Hounsfieldova jednotka (HU).

## Život
Hounsfield se narodil v anglickém Nottinghamshire. Navštěvoval Magnus Grammar School (dnes Magnus Church of England School) v Newark-on-Trent. Byl nejmladším z pěti dětí. Jako dítě ho fascinovaly všechny elektrické přístroje a mechanismy, které se hojně vyskytovaly na farmě jeho rodičů. Údajně byl jako teenager velmi zvědavý a realizoval množství někdy dost nebezpečných experimentů: zkonstruoval elektrický nahrávací přístroj, skákal ze stohů sena na vlastnoručně vyrobeném větroni a téměř se zabil, když zjišťoval, jak vysoko proud vody vystřelí vodou naplněné sudy od asfaltu a acetylen. Ve škole vynikal ve fyzice a matematice.
Krátce před začátkem 2. světové války vstoupil do Královského letectva jako dobrovolný záložník, kde se naučil základy elektroniky a radaru. Po vojně pokračoval ve studiu ve Faraday House Electrical Engineering College v Londýně.
V roce 1951 začal pracovat ve společnosti EMI Ltd., kde vyvíjel řízené zbraňové a radarové systémy. Tady vznikl jeho zájem o počítače a v roce 1958 se podílel na konstrukci prvního tranzistorového počítače ve Velké Británii – EMIDEC 1100.
Krátce poté začal pracovat na myšlence počítačového tomografu. Po svém úspěchu pokračoval v jeho vylepšování a v roce 1975 představil první přístroj na vyšetření celého těla. Pracoval jako vedoucí výzkumník až do roku 1984, kdy odešel na odpočinek.
Nikdy se neoženil.

## Výzkum

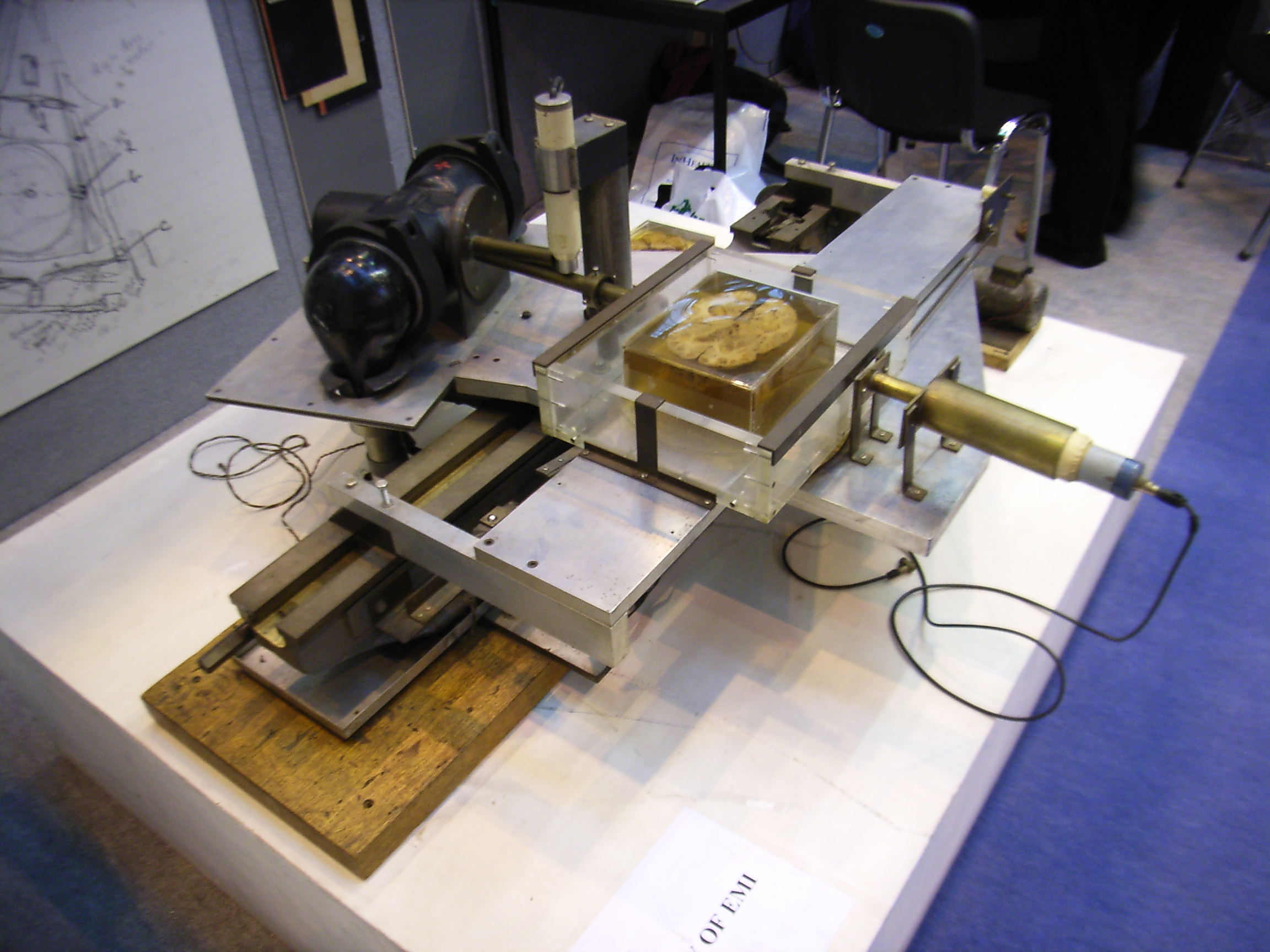
Prototyp počítačového tomografu.

Na základní myšlenku počítačové tomografie přišel Hounsfield údajně na procházce. Podstatou byl nápad, že vnitřní strukturu předmětu by bylo možné zjistit tak, že se pod různými úhly „prosvítí“ rentgenovými paprsky a následně se matematicky analyzují jednotlivé hodnoty absorpce. Následně začal pracovat na konstrukci počítače, který by dokázal z těchto hodnot rekonstruovat řez předmětem.
Hounsfield netušil, že Allan McLeod Cormack v té době vypracoval potřebnou matematickou teorii na rekonstrukci takového obrazu. Hounsfield postavil prototyp hlavového tomografu a otestoval ho nejdříve na anatomickém preparátu lidského mozku, poté na čerstvém kravském mozku a poté sám na sobě. V září 1971 vstoupila počítačová tomografie do klinické praxe – první počítačový tomograf (EMI Mark I) v Atkinson Morley's Hospital v Londýně úspěšně zobrazil cystu v mozku pacienta. První celotělový tomograf (ACTA) zkonstruoval Hounsfield v roce 1974.

## Ocenění
Hounsield kromě Nobelovy ceny obdržel velké množství ocenění: v roce 1975 byl uveden do Královské společnosti, o rok později obdržel Řád britského impéria. V roce 1981 byl povýšen do rytířského stavu.

## Současné využití
Význam práce Housfielda a McLeod Cormacka je stále aktuální. V současné době je CT nákladným, avšak nezbytným a běžně používaným nástrojem pro lékařství, archeologii, paleontologii, defektoskopii, materiálový výzkumu, biomechaniku, 3D tisk, implantologii atd. Rozvoj příslušné sw podpory je také stále intenzivní. 

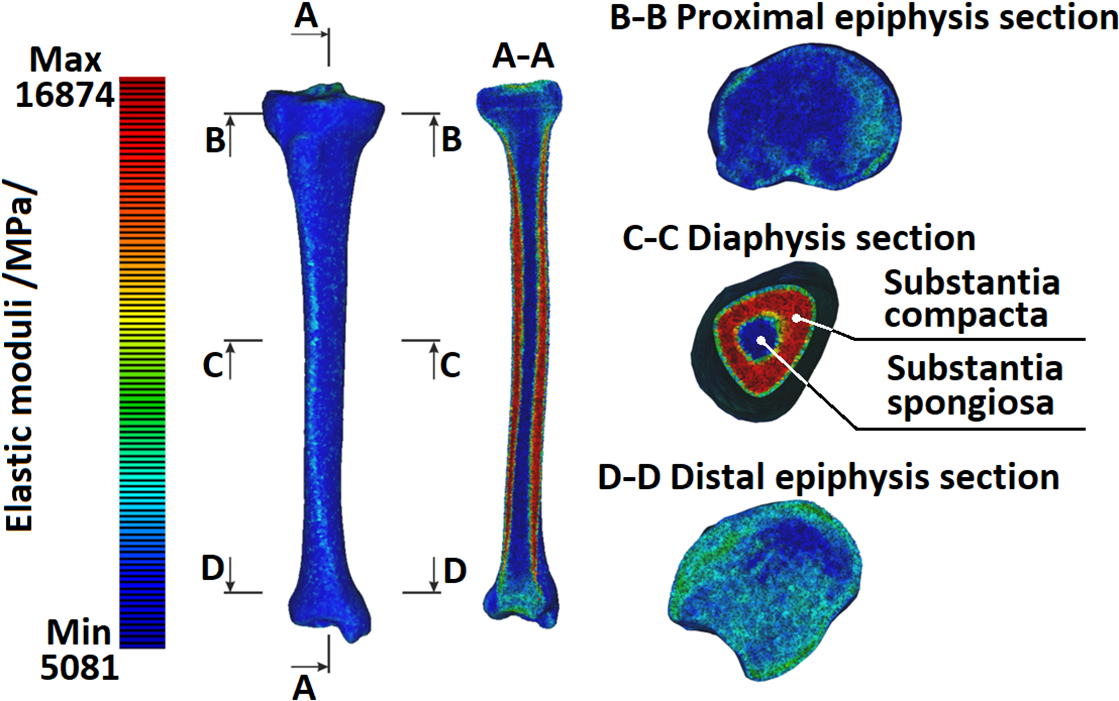
Biomechanika a materiálový výzkum - nehomogenní materiál, lidská tibie (zpracování CT snímků, tvorba CAD/MKP modelu v sw MIMICS a získané rozložení modulu pružnosti)